# Maltese Falcon
The Maltese Falcon (рус. Мальтийский сокол) — парусная яхта, построенная компанией Pleon Limited (Тортола, Британские Виргинские острова) на итальянской верфи Perini Navi в пригороде Стамбула Тузле. Люкс-клипер был заказан и куплен американским инвестором Томом Перкинсом (англ.). При длине 80 м является одной из самых больших частных парусных яхт в мире. Построенная верфью Royal Huisman яхта Athena чуть меньше неё, яхта Eos верфи Lürssen — чуть больше, а парусная яхта Black Pearl (известная как проект Solar), спущенная верфью OCEANCO в 2018 году, длиннее почти на 27 метров. В 2009 году судно было продано греческой финансистке Елене Амброзиаду .

## Провенанс
Яхта была построена по предложенной в 1960-е годы немецким инженером Вильгельмом Прёльссом концепции Dynaship, которая предполагала использование грузовых парусных судов с минимальной командой. Судно несёт 15 прямых парусов (по пять на каждой мачте), убирающихся внутрь мачты. С помощью направляющих на реях они могут быть полностью подняты за шесть минут.
Три свободно стоящих мачты из углеволокна могут поворачиваться на 180 градусов. Мачты собирались в Стамбуле компанией, финансируемой Перкинсом, на верфи «Yildiz Gemi» (тур. «Звёздный корабль»), принадлежащей Perini Navi, под авторским надзором британской компании «Insensys» и голландской «Gerard Dijkstra & Partners», отвечавшей за разработку интерьера. Некоторые элементы конструкции были разработаны компанией Ken Freivokh Design. Maltese Falcon стал третьей яхтой, построенной Perini Navi для Перкинса.
Яхта легко управляется и способна отходить от причальной стенки и сниматься с якоря под парусом. Сложная компьютерная система управления яхтой автоматически измеряет и учитывает такие параметры, как скорость ветра, и выдаёт расчётные показания. Рулевой должен прикладывать усилия к органам управления, однако яхта может управляться всего одним человеком. В радиоинтервью Би-би-си в декабре 2007 года Перкинс заявил, что лично написал некоторые коды для управляющего компьютера яхты.
На Maltese Falcon установлены два дизельных двигателя Deutz мощностью 1800 л. с. при 1800 об/мин, позволяющие яхте развивать скорость до 20 узлов с минимальным нетурбулентным кильватерным следом при отсутствии вибраций и шума.
Яхта имеет постоянный экипаж из 18 человек для эксплуатации бортового оборудования (включая парусное вооружение) и обслуживания «отеля» на борту на 12 гостей и четырёх человек их обслуги. На борту постоянно работает шеф-повар и команда стюардов.
В 2006 году Maltese Falcon зарегистрирован в Валлетте, Мальта. Ходовые испытания яхты проходили в Мраморном море и закончились в проливе Босфор 12 июня 2006 года. В июле 2006 года яхта совершила первый рейс из Турции в Италию через Мальту. В настоящее время Maltese Falcon предлагается для чартера по цене 400—420 тысяч евро в неделю без учёта расходов.
В 2006 году Maltese Falcon был выставлен на продажу на сайте Yachtworld.com за 99 миллионов евро, впоследствии цена увеличилась до 115 миллионов евро. Пробег двигателей составлял 1890 моточасов. Перкинс продал яхту в июле 2009 года за 60 миллионов фунтов стерлингов.
По заявлению Perini Navi, компания разрабатывает нового «мальтийского сокола» с таким же вращающимся парусным вооружением. Новая 102-метровая яхта будет больше, быстрее и лучше.

## DynaRig

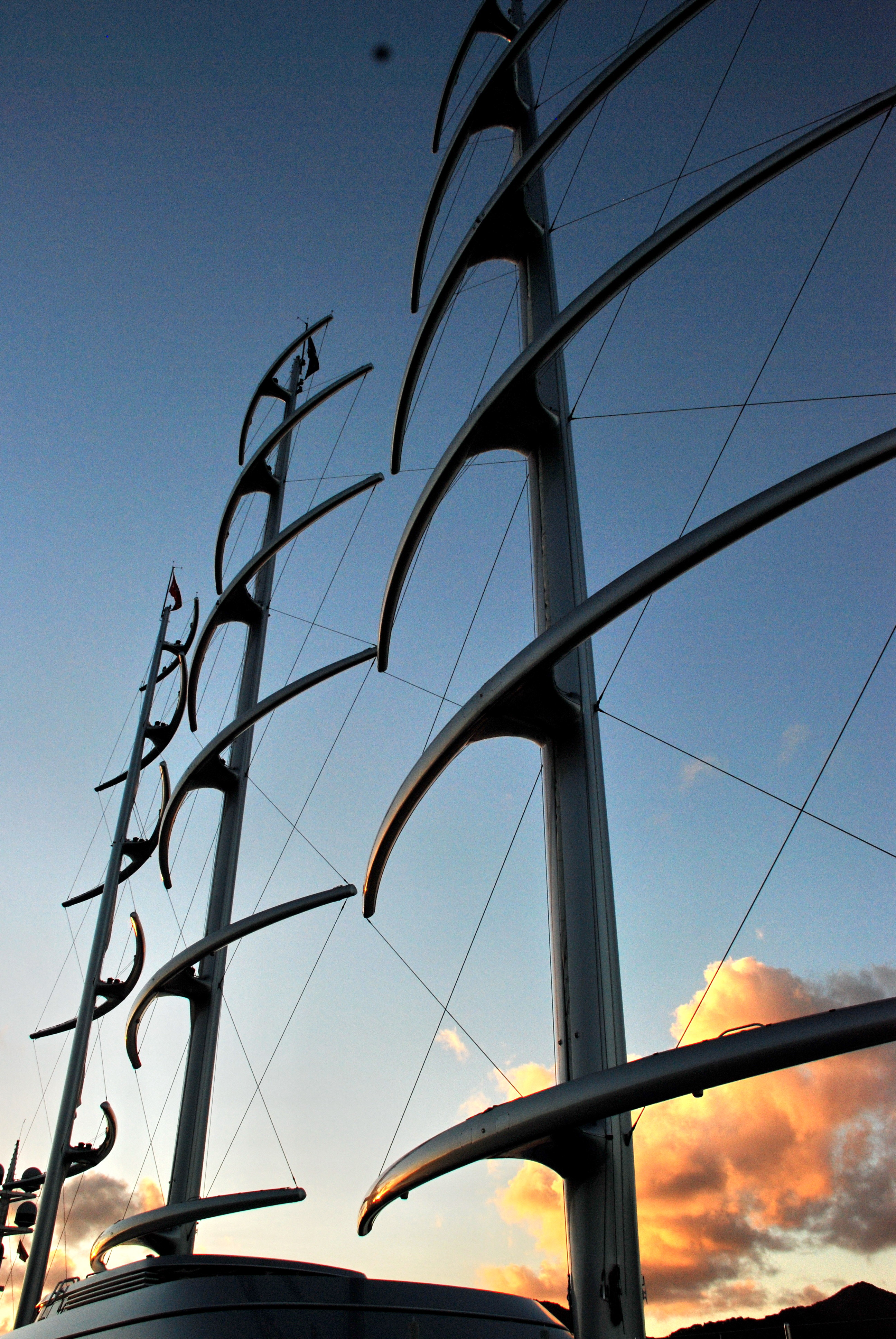
Мачты Maltese Falcon

За проектирование и производство системы парусного вооружения DynaRig отвечал Деймон Робертс из компании Insensys. Проектирование, испытания и производство системы заняло три года. Все компоненты системы были собраны и протестированы, чтобы убедиться, что компьютерные расчёты верны, и система выдержит реальное плавание.
Разработка системы DynaRig обошлась в 80 миллионов долларов. Принцип её работы основан на работах Вильгельма Проёльсса, который собирался использовать подобные системы в качестве дополнительного движителя для кораблей.
DynaRig представляет собой прямой парус на свободно стоящих мачтах с жестко закреплёнными реями. Каждая мачта имеет шесть рей. В отличие от традиционной конструкции, реи имеют уклон в 12 %. Паруса поднимаются между реями без зазоров, образуя единую поверхность, что позволяет каждой мачте работать как один парус. При уборке паруса сворачиваются внутрь мачты. Управление парусом по ветру осуществляется поворотом всей мачты вокруг вертикальной оси. В отсутствие такелажа реи не имеют ограничений по повороту, что, в сочетании с изогнутой формой рей, отсутствием зазоров и единой поверхностью паруса обеспечивают преимущество в аэродинамике по сравнению с традиционными прямыми парусами.
Мачты имеют высоту около 58 м от плоскости нижнего подшипника. Конструкция DynaRig предполагает удлинённый симметричный профиль (для снижения аэродинамического сопротивления). Паруса могут быть развёрнуты в любую сторону, поэтому мачта вращается относительно палубы и килевого подшипника.
Компания Insensys также установила оптоволоконную систему мониторинга нагрузок на мачты, чтобы при хождении под парусом они не подвергались избыточным нагрузкам. Датчики системы вживляются в материал мачт при производстве. Система отслеживает нагрузки в режиме реального времени и передаёт информацию на мостик.
Конструкция DynaRig изначально предназначалось именно для крупнотоннажных грузовых судов, ее разработал Вильгельм Прельсс в 60-х годах прошлого века. Этот талантливый инженер запатентовал своё изобретение и основал компанию, которая должна была строить DynaRig для сухогрузов. К сожалению технологии тех лет не позволяли создать действительно практичную, надёжную и удобную конструкцию.